# Olympische Sommerspiele 1992/Leichtathletik – 5000 m (Männer)

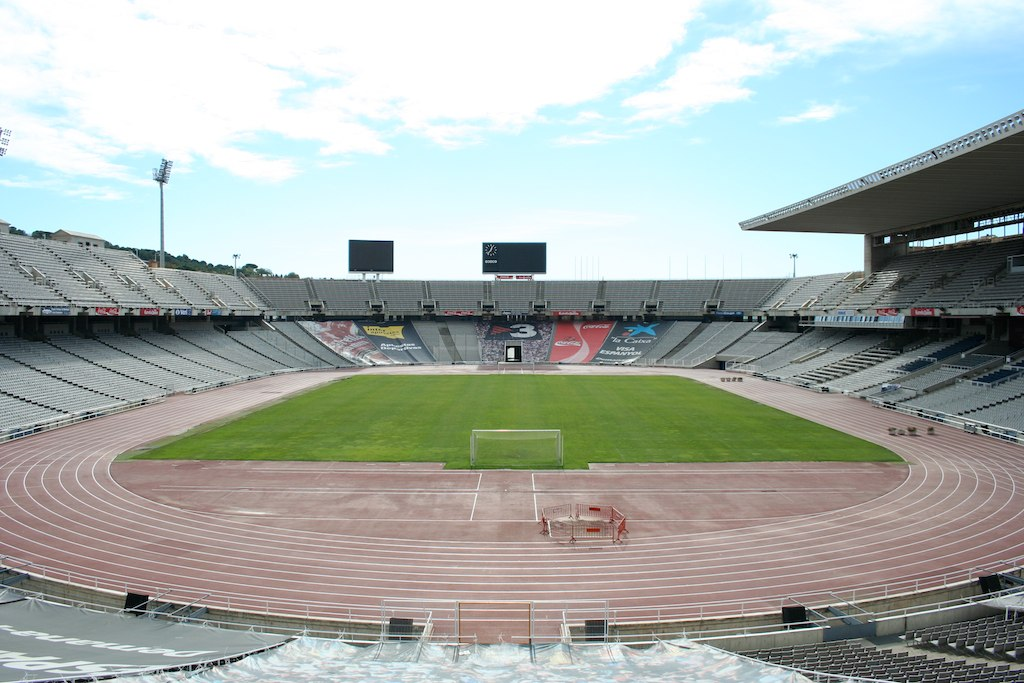
Das Olympiastadion von Barcelona im Jahr 2008

Der 5000-Meter-Lauf der Männer bei den Olympischen Spielen 1992 in Barcelona wurde am 6. und 8. August 1992 in zwei Runden im Olympiastadion Barcelona ausgetragen. 56 Athleten nahmen teil.
Olympiasieger wurde der Deutsche Dieter Baumann. Er gewann vor dem Kenianer Paul Bitok und dem Äthiopier Fita Bayisa.
Athleten aus der Schweiz, Österreich und Liechtenstein nahmen nicht teil.

## Aktuelle Titelträger
| Olympiasieger 1988                      | John Ngugi ( Kenia)              | 13:11,70 min | Seoul 1988            |
| Weltmeister 1991                        | Yobes Ondieki ( Kenia)           | 13:14,45 min | Tokio 1991            |
| Europameister 1990                      | Salvatore Antibo ( Italien)      | 13:22,00 min | Split 1990            |
| Panamerikanischer Meister 1991          | Arturo Barrios ( Mexiko)         | 13:34,67 min | Havanna 1991          |
| Zentralamerika und Karibik-Meister 1991 | Armando Quintanilla ( Mexiko)    | 14:17,00 min | Xalapa 1991           |
| Südamerika-Meister 1991                 | Valdenor dos Santos ( Brasilien) | 14:09,03 min | Manaus 1991           |
| Asienmeister 1991                       | Mohamed Suleiman ( Katar)        | 14:03,35 min | Kuala Lumpur 1991     |
| Afrikameister 1992                      | James Songok ( Kenia)            | 13:24,63 min | Belle Vue Maurel 1992 |
| Ozeanienmeister 1990                    | Duane Humphreys ( Neuseeland)    | 15:09,87 min | Suva 1990             |

## Bestehende Rekorde
| Weltrekord         | 12:58,39 min | Saïd Aouita ( Marokko) | Rom, Italien               | 22. Juli 1987   |
| Olympischer Rekord | 13:05,59 min | Saïd Aouita ( Marokko) | Finale OS Los Angeles, USA | 11. August 1984 |

Der bestehende olympische Rekord wurde bei diesen Spielen nicht erreicht. Im schnellsten Rennen, dem Finale, verfehlte der deutsche Olympiasieger Dieter Baumann mit seinen 13:12,52 min den Rekord um 6,93 Sekunden. Zum Weltrekord fehlten ihm 14,13 Sekunden.

## Vorrunde
Datum: 6. August 1992
Die Teilnehmer traten zu insgesamt vier Vorläufen an. Für das Finale qualifizierten sich pro Lauf die ersten drei Athleten. Darüber hinaus kamen die vier Zeitschnellsten, die sogenannten Lucky Loser, weiter. Die direkt qualifizierten Läufer sind hellblau, die Lucky Loser hellgrün unterlegt.

### Vorlauf 1
20:30 Uhr
| Platz | Name                 | Nation         | Zeit         |
| ----- | -------------------- | -------------- | ------------ |
| 1     | Pascal Thiébaut      | Frankreich     | 13:31,16 min |
| 2     | Fita Bayisa          | Äthiopien      | 13:31,24 min |
| 3     | Abel Antón           | Spanien        | 13:31,48 min |
| 4     | Yobes Ondieki        | Kenia          | 13:31,88 min |
| 5     | Jack Buckner         | Großbritannien | 13:37,14 min |
| 6     | John Doherty         | Irland         | 13:41,27 min |
| 7     | Risto Ulmala         | Finnland       | 13:52,52 min |
| 8     | Mahmoud El-Kalboussi | Tunesien       | 13:55,01 min |
| 9     | Robert Ian Johnston  | Neuseeland     | 13:57,87 min |
| 10    | Brendan Matthias     | Kanada         | 14:01,57 min |
| 11    | Godfrey Siamusiye    | Sambia         | 14:08,83 min |
| 12    | Aïssa Belaout        | Algerien       | 15:02,76 min |
| 13    | Tawai Keiruan        | Vanuatu        | 15:27,46 min |
| 14    | Yussuf Moli Yesky    | Tschad         | 15:29,25 min |
| DNS   | Polin Belisle        | Honduras       |              |

### Vorlauf 2
20:48 Uhr
| Platz | Name                   | Nation                       | Zeit         |
| ----- | ---------------------- | ---------------------------- | ------------ |
| 1     | Worku Bikila           | Äthiopien                    | 13:32,93 min |
| 2     | Paul Bitok             | Kenia                        | 13:36,81 min |
| 3     | Brahim Boutayeb        | Marokko                      | 13:37,27 min |
| 4     | Frank O’Mara           | Irland                       | 13:38,97 min |
| 5     | Reuben Reina           | USA                          | 13:40,50 min |
| 6     | Jonny Danielsson       | Schweden                     | 13:48,06 min |
| 7     | Hamid Sajjadi          | Iran                         | 14:04,54 min |
| 8     | Herder Vázquez         | Kolumbien                    | 14:06,80 min |
| 9     | José Luis Molina Núñez | Costa Rica                   | 14:09,22 min |
| 10    | Leo Garnes             | Barbados                     | 15:21,95 min |
| 11    | Marlon Williams        | Amerikanische Jungferninseln | 15:26,49 min |
| DNF   | Ewgeni Ignatow         | Bulgarien                    |              |
| DNS   | Saleh Joaim            | Jemen                        |              |
| DNS   | Antonio Fabián Silio   | Argentinien                  |              |

### Vorlauf 3

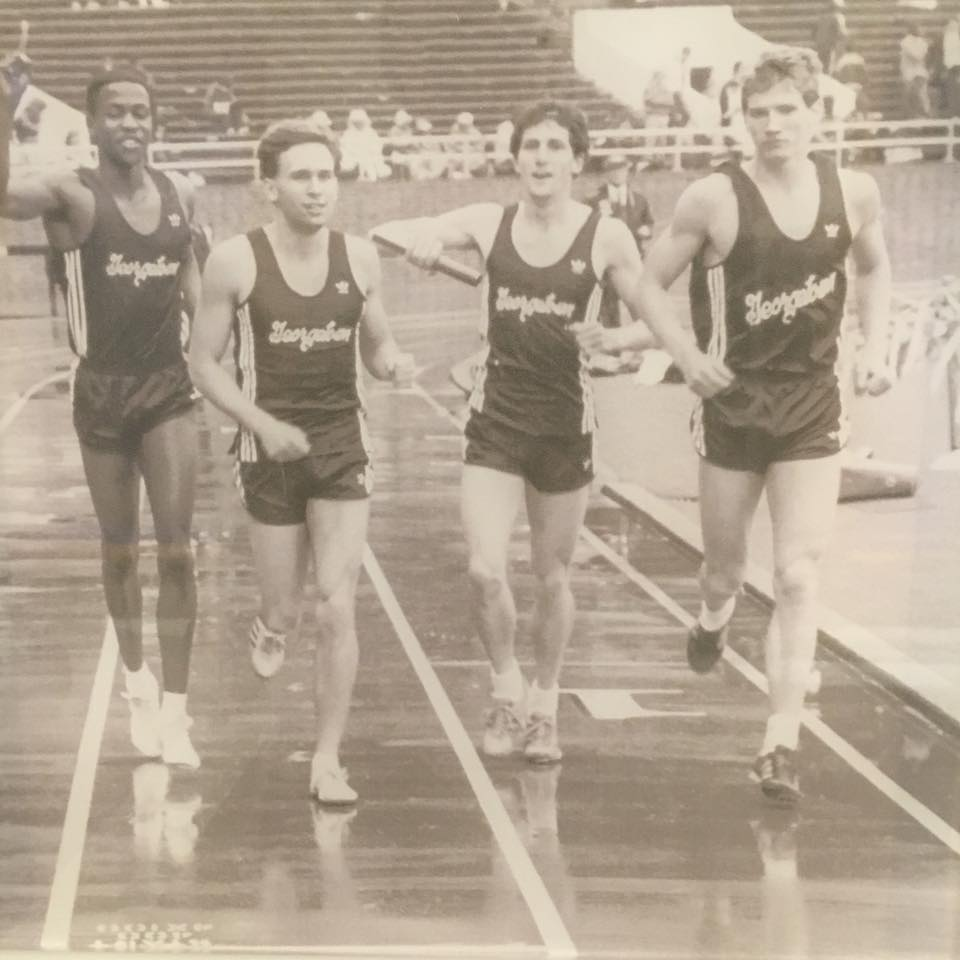
John Trautmann (Zweiter von links) gab sein Rennen im dritten Vorlauf vorzeitig auf

21:06 Uhr
| Platz | Name               | Nation         | Zeit         |
| ----- | ------------------ | -------------- | ------------ |
| 1     | Dieter Baumann     | Deutschland    | 13:20,82 min |
| 2     | Robert Denmark     | Großbritannien | 13:22,41 min |
| 3     | Mohamed Issangar   | Marokko        | 13:22,98 min |
| 4     | Dominic Kirui      | Kenia          | 13:24,21 min |
| 5     | Domingos Castro    | Portugal       | 13:24;57 min |
| 6     | Antonio Serrano    | Spanien        | 13:42,94 min |
| 7     | Tendai Chimusasa   | Simbabwe       | 13:50,16 min |
| 8     | Bahadur Prasad     | Indien         | 13:50,71 min |
| 9     | Isaac Simelane     | Swasiland      | 14:00,44 min |
| 10    | Paul Donovan       | Irland         | 14:03,79 min |
| 11    | Ignacio Fragoso    | Mexiko         | 14:16,14 min |
| 12    | Abdullah al-Dosari | Bahrain        | 14:23,07 min |
| 13    | Moussa Souleiman   | Dschibuti      | 14:28,77 min |
| 14    | Tello Namane       | Lesotho        | 14:33,04 min |
| DNF   | John Trautmann     | USA            |              |
| DNS   | Willy Kalombo      | Zaire          |              |

### Vorlauf 4

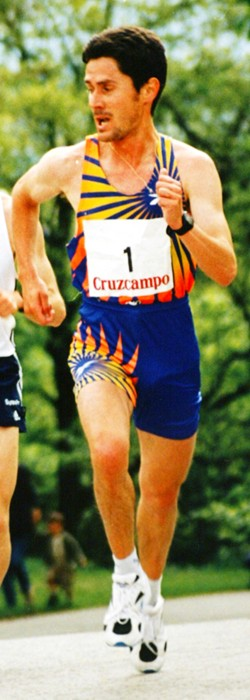
Martín Fiz erreichte als Siebter des vierten Vorlaufs nicht das Finale

21:24 Uhr
| Platz | Name                   | Nation                       | Zeit         |
| ----- | ---------------------- | ---------------------------- | ------------ |
| 1     | Salvatore Antibo       | Italien                      | 13:33,71 min |
| 2     | Bob Kennedy            | USA                          | 13:35,76 min |
| 3     | Marcel Versteeg        | Niederlande                  | 13:35,95 min |
| 4     | Andrew Sambu           | Tansania                     | 13:36,99 min |
| 5     | Ian Hamer              | Großbritannien               | 13:40,20 min |
| 6     | Addis Abebe            | Äthiopien                    | 13:40,76 min |
| 7     | Martín Fiz             | Spanien                      | 13:42,20 min |
| 8     | Andrei Tichonow        | EUN                          | 13:44,67 min |
| 9     | Zachariah Ditetso      | Botswana                     | 13:54,88 min |
| 10    | Carlos Monteiro        | Portugal                     | 14:00,53 min |
| 11    | Seraphin Mugabo        | Ruanda                       | 14:25,97 min |
| 12    | Ernest Ndjissipou      | Zentralafrikanische Republik | 14:40,12 min |
| 13    | Awad al-Hasini         | Jordanien                    | 14:55,58 min |
| 14    | Policarpio Calizaya    | Bolivien                     | 15:02,02 min |
| DNS   | Vincent Rousseau       | Belgien                      |              |
| DNS   | Davendra Prakash Singh | Fidschi                      |              |

## Finale
Datum: 8. August 1992, 20:40 Uhr
| Zwischenzeiten      | Zwischenzeiten | Zwischenzeiten | Zwischenzeiten |
| Zwischenzeit- Marke | Zwischenzeit   | Führende(r)    | 1000-m-Zeit    |
| ------------------- | -------------- | -------------- | -------------- |
| 1000 m              | 2:36,35 min    | Dominic Kirui  | 2:36,35 min    |
| 2000 m              | 5:16,48 min    | Dominic Kirui  | 2:40,13 min    |
| 3000 m              | 7:55,03 min    | Yobes Ondieki  | 2:38,55 min    |
| 4000 m              | 10:38,35 min   | Worku Bikila   | 2:43,32 min    |
| 5000 m              | 13:12,52 min   | Dieter Baumann | 2:34,17 min    |

### Endresultat
| Platz | Name             | Nation         | Zeit         |
| ----- | ---------------- | -------------- | ------------ |
| 1     | Dieter Baumann   | Deutschland    | 13:12,52 min |
| 2     | Paul Bitok       | Kenia          | 13:12,71 min |
| 3     | Fita Bayisa      | Äthiopien      | 13:13,03 min |
| 4     | Brahim Boutayeb  | Marokko        | 13:13,27 min |
| 5     | Yobes Ondieki    | Kenia          | 13:17,50 min |
| 6     | Worku Bikila     | Äthiopien      | 13:23,52 min |
| 7     | Robert Denmark   | Großbritannien | 13:27,76 min |
| 8     | Abel Antón       | Spanien        | 13:27,80 min |
| 9     | Mohamed Issangar | Marokko        | 13:28,97 min |
| 10    | Andrew Sambu     | Tansania       | 13:37,20 min |
| 11    | Domingos Castro  | Portugal       | 13:38,08 min |
| 12    | Bob Kennedy      | USA            | 13:39,72 min |
| 13    | Pascal Thiébaut  | Frankreich     | 13:43,39 min |
| 14    | Dominic Kirui    | Kenia          | 13:45,16 min |
| 15    | Marcel Versteeg  | Niederlande    | 13:48,32 min |
| 16    | Salvatore Antibo | Italien        | 14:02,47 min |

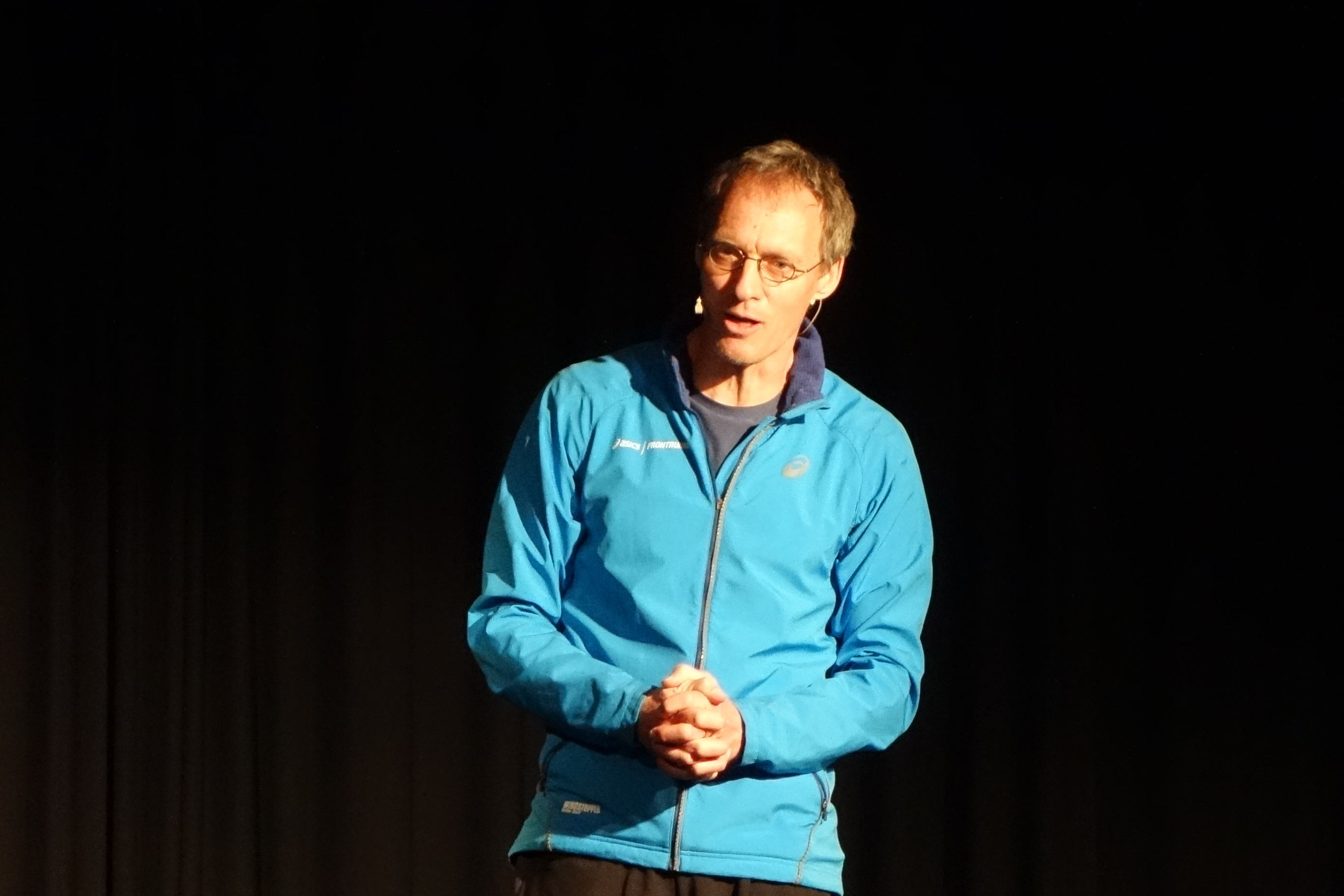
Gold gab es für den Olympiazweiten von 1988 Dieter Baumann (Foto: 2017)

Sechzehn Athleten bestritten das Finale: drei Kenianer, zwei Äthiopier, zwei Marokkaner sowie jeweils ein Läufer aus Deutschland, Frankreich, Italien, den Niederlanden, Portugal, Spanien, Tansania, den USA und Großbritannien.
Die Ausgangssituation ließ einen Kampf zwischen dem Deutschen Dieter Baumann, Olympiazweiter von 1988 und den Spitzenläufern aus Afrika erwarten. Dazu gehörten vor allem der kenianische Weltmeister Yobes Ondieki, Vizeweltmeister Fita Bayisa aus Äthiopien sowie der Marokkaner Brahim Boutayeb. In den Rennen der Olympiasaison vor diesen Spielen hatte Baumann mehrere der afrikanischen Topathleten besiegt. Allerdings waren dies keine Tempoläufe gewesen, Baumann hatte seine enorme Spurtkraft ausspielen können und es war die Frage, ob er dazu bei einem schnellen Rennen, das ihm die Afrikaner aufzwingen würden, noch in der Lage wäre, denn die Bestzeiten der Afrikaner lagen bis zu zehn Sekunden unter Baumanns persönlichem Rekord.
Im Finale lief eigentlich alles anders als erwartet. Zunächst begann der Kenianer Dominic Kirui mit der Führungsarbeit, wurde aber nach gut zwei Kilometern abgelöst. Die Afrikaner setzten überraschenderweise nicht von Anfang an bedingungslos auf die Tempokarte. Es wurde zwar sehr schnell gelaufen, aber das lag durchaus in Baumanns Möglichkeiten. Bei 3000 Metern hatte sich eine sechsköpfige Spitzengruppe gebildet bestehend aus fünf Afrikanern – Bayisa, Worku Bikila aus Äthiopien, Paul Bitok aus Kenia, Boutayeb und Ondieki – sowie Baumann als einzigem Europäer. In der letzten Runde, für die Baumann eigentlich einen langgezogenen Spurt von der Spitze angekündigt hatte, geriet er auf der Gegengeraden in Schwierigkeiten. Er steckte mitten im Pulk, der Weg nach ganz vorne wäre nur mit viel Krafteinsatz außen vorbei an den vor ihm liegenden Läufern möglich gewesen. So führte Bitok vor Bayisa, Boutayeb, Baumann und Ondieki. In der letzten Kurve wurde das Rennen immer schneller, Boutayeb griff die beiden Führenden außen an, kam jedoch nicht vorbei. Dahinter lief Baumann auf der Innenbahn und war ziemlich eingeklemmt, als es auf die Zielgerade ging. Es war kaum Platz, um da noch ganz nach vorne zu kommen. Bitok setzte sich sogar etwas ab. Aber dann machte Bayisa die Innenbahn frei und Baumann nutzte entschlossen diese Chance. Er stürmte an Boutayeb und Bayisa vorbei und hatte genügend Reserven, um auch Bitok noch zu stellen. So wurde Dieter Baumann Olympiasieger vor Paul Bitok und Fita Bayisa. Er lief die letzten 100 Meter dabei in 11,9 Sekunden. Brahim Boutayeb blieb der vierte Platz. Yobes Ondieki und Worku Bikila belegten deutlich dahinter die Ränge fünf und sechs.
Dieter Baumann errang den ersten deutschen Olympiasieg über 5000 Meter der Männer.

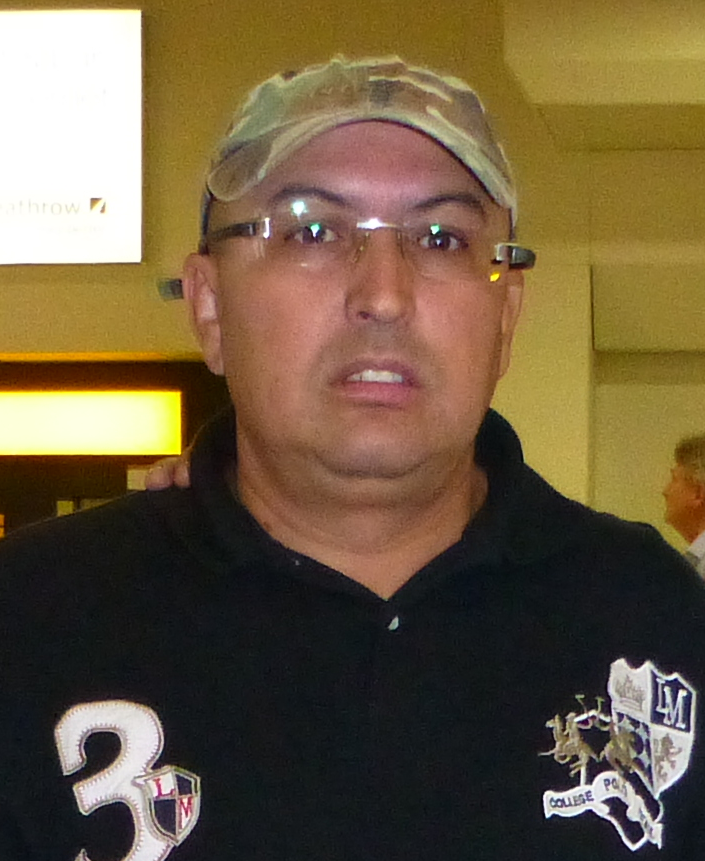
Vierter wurde der 10.000-Meter-Olympiasieger von 1988 Brahim Boutayeb (hier im Jahr 2012)
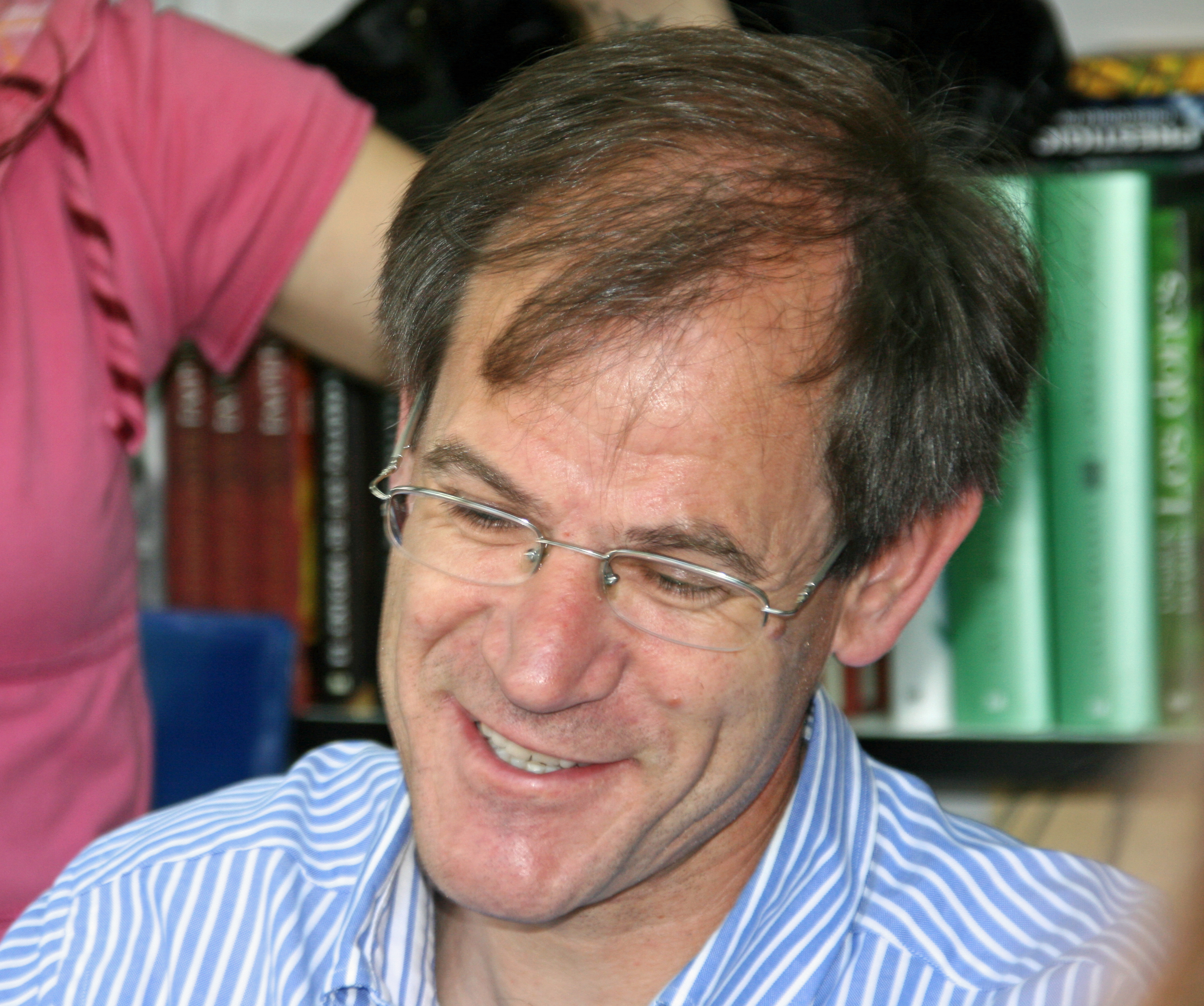
Abel Antón (Foto: 2008) kam auf den achten Platz – 1997 und 1999 wurde er Weltmeister im Marathonlauf

## Videolinks
- 4135 Olympic Track & Field 1992 5000m Men, youtube.com, abgerufen am 14. Dezember 2021
- 4009 Olympic Track & Field 1992 5000m Men, youtube.com, abgerufen am 14. Dezember 2021
- Men's 5000m at the Barcelona 1992 Olympics, youtube.com, abgerufen am 7. Februar 2018